# النا پاول
النا پاول (انگلیسی: Elena Pavel؛ زادهٔ ۲۶ مارس ۱۹۸۴) بازیکن فوتبال اهل رومانی است.
وی همچنین در تیم ملی فوتبال Romania بازی کرده‌است.